# Loma Plata
Loma Plata é uma localidade do Paraguai, Departamento Boquerón. Possui uma população de 5.500 habitantes. Sua economia é baseada na indústria, agricultura e pecuária. A cidade foi fundada por grupos menonitas.

## Transporte
O município de Loma Plata é servido pelas seguintes rodovias:
- Caminho em terra ligando o município de Mariscal José Félix Estigarribia a cidade de La Victoria (Departamento de Alto Paraguay)
- Ruta 09, que liga a cidade de Assunção a Ruta 06 da Bolívia (Boyuibe, Santa Cruz)[1][2][3]